# 2021年イタリアグランプリ
2021年イタリアグランプリ（英: 2021 Italian Grand Prix）は、2021年のF1世界選手権第14戦として、2021年9月12日にモンツァ・サーキットで開催された。
正式名称は「Formula 1 Heineken Gran Premio D’italia 2021」。

## 背景
レース前のチャンピオンシップ順位
ドライバーズタイトルはマックス・フェルスタッペンが前戦オランダGPで優勝したことにより、ルイス・ハミルトンに対し3ポイントの差をつけ、ハンガリーGP以来再び首位に立った。コンストラクターズはメルセデス勢が2,3位でゴールしたことにより、レッドブルに対し12ポイントまで差を広げている。
タイヤ
本レースでピレリが持ち込むドライ用タイヤのコンパウンドはハード（白）：C2、ミディアム（黄）：C3、ソフト（赤）：C4の中間の組み合わせ。
その他
- 9月6日 - バルテリ・ボッタスが今季限りでメルセデスを離脱、アルファロメオへ移籍すると発表された。
- 9月7日 - アルファタウリは、2022年もピエール・ガスリーと角田裕毅の二人のドライバーラインナップを継続すると発表した。メルセデスはジョージ・ラッセルを2022年から起用すると発表した。
- 9月8日 - ウィリアムズは、2022年のドライバーラインナップにニコラス・ラティフィとアレクサンダー・アルボンを起用すると発表した。

スプリント予選レース（参考出典）
今季2回目の開催となる従来の予選に代わる決勝のグリッドを決めるためのレース距離100kmで行われる予備レース。金曜日のフリー走行2回目の時間帯は、翌日のスプリント予選レースに向けた予選を行い、土曜日の予選の時間帯にはスプリント予選レースが実施される。それに合わせ、同GPは以下のスケジュールに変更される。
|        | 従来のレースフォーマット | 2021年イタリアGP           |
| ------ | ------------------------ | -------------------------- |
| 金曜日 | フリー走行1              | フリー走行1                |
| 金曜日 | フリー走行2              | スプリント予選レースの予選 |
| 土曜日 | フリー走行3              | フリー走行2                |
| 土曜日 | 予選                     | スプリント予選レース       |
| 日曜日 | 決勝                     | 決勝                       |
これ以外にも変更される点は以下のものとなる。
- このレースでの順位が決勝のグリッドとなり、勝者は従来の予選でのポールポジション獲得者として記録される。また、上位3名にはチャンピオンシップポイントが付与される（1位：3点、2位：2点、3位：1点）。
- パルクフェルメは金曜予選から適用されるが、安全上の配慮からいくつかのパーツ交換と調整は許可されている。
- このレースの前後に日曜日の決勝前のようなセレモニーやドライバーズパレード、表彰式などは行われない。

## エントリーリスト
レギュラーシートについては前戦オランダGPから変更なし。

## フリー走行
FP1
9月10日 14:30 CEST(UTC+2)
トップはルイス・ハミルトン。午後のスプリント予選レースの予選からパルクフェルメが適用されるため、各車が慌ただしいセッションとなった。
FP2
9月11日 12:00 CEST(UTC+2)
トップはルイス・ハミルトン。前日の予選からパルクフェルメが適用されているため、各車はロングランペースを確認するに留まった。セッション半ばにカルロス・サインツがアスカリ・シケインで姿勢を乱しバリアにヒット。セッションが12分中断した。

## 予選
9月10日 18:00 CEST(UTC+2)（文章の出典）
スプリント予選レースのポールを獲得したのはバルテリ・ボッタス。2位は0.096秒差でルイス・ハミルトン、3位に0.441秒差でマックス・フェルスタッペンが続いた。Q1ではコース上で渋滞が発生するなど計測ラップを断念するドライバーが相次いだ。Q2でも各車が同じタイミングでピットアウトしたことにより、ピットレーンで渋滞が発生し数チームに罰金が科せられた。

### 予選結果
| 順位                | No. | ドライバー                   | コンストラクター              | Q1       | Q2       | Q3       | Grid |
| ------------------- | --- | ---------------------------- | ----------------------------- | -------- | -------- | -------- | ---- |
| 1                   | 77  | バルテリ・ボッタス           | メルセデス                    | 1:20.685 | 1:20.032 | 1:19.555 | 1    |
| 2                   | 44  | ルイス・ハミルトン           | メルセデス                    | 1:20.543 | 1:19.936 | 1:19.651 | 2    |
| 3                   | 33  | マックス・フェルスタッペン   | レッドブル-ホンダ             | 1:21.035 | 1:20.229 | 1:19.966 | 3    |
| 4                   | 4   | ランド・ノリス               | マクラーレン-メルセデス       | 1:20.916 | 1:20.059 | 1:19.989 | 4    |
| 5                   | 3   | ダニエル・リカルド           | マクラーレン-メルセデス       | 1:21.292 | 1:20.435 | 1:19.995 | 5    |
| 6                   | 10  | ピエール・ガスリー           | アルファタウリ-ホンダ         | 1:21.440 | 1:20.556 | 1:20.260 | 6    |
| 7                   | 55  | カルロス・サインツ           | フェラーリ                    | 1:21.118 | 1:20.750 | 1:20.462 | 7    |
| 8                   | 16  | シャルル・ルクレール         | フェラーリ                    | 1:21.219 | 1:20.767 | 1:20.510 | 8    |
| 9                   | 11  | セルジオ・ペレス             | レッドブル-ホンダ             | 1:21.308 | 1:20.882 | 1:20.611 | 9    |
| 10                  | 99  | アントニオ・ジョヴィナッツィ | アルファロメオ-フェラーリ     | 1:21.197 | 1:20.726 | 1:20.808 | 10   |
| 11                  | 5   | セバスチャン・ベッテル       | アストンマーティン-メルセデス | 1:21.394 | 1:20.913 |          | 11   |
| 12                  | 18  | ランス・ストロール           | アストンマーティン-メルセデス | 1:21.415 | 1:21.020 |          | 12   |
| 13                  | 14  | フェルナンド・アロンソ       | アルピーヌ-ルノー             | 1:21.487 | 1:21.069 |          | 13   |
| 14                  | 31  | エステバン・オコン           | アルピーヌ-ルノー             | 1:21.500 | 1:21.103 |          | 14   |
| 15                  | 63  | ジョージ・ラッセル           | ウィリアムズ-メルセデス       | 1:21.890 | 1:21.392 |          | 15   |
| 16                  | 6   | ニコラス・ラティフィ         | ウィリアムズ-メルセデス       | 1:21.925 |          |          | 16   |
| 17                  | 22  | 角田裕毅                     | アルファタウリ-ホンダ         | 1:21.973 |          |          | 17   |
| 18                  | 47  | ミック・シューマッハ         | ハース-フェラーリ             | 1:22.248 |          |          | 18   |
| 19                  | 88  | ロバート・クビサ             | アルファロメオ-フェラーリ     | 1:22.530 |          |          | 19   |
| 20                  | 9   | ニキータ・マゼピン           | ハース-フェラーリ             | 1:22.716 |          |          | 20   |
| 107% time: 1:26.181 |     |                              |                               |          |          |          |      |
| ソース:             |     |                              |                               |          |          |          |      |

## スプリント予選レース
9月11日 16:30 CEST(UTC+2)（文章の出典）
ポールを獲得したのはバルテリ・ボッタス。2位はマックス・フェルスタッペン、3位はダニエル・リカルドと続いた。上位3名にはメダルが贈られた。スタートで出遅れたルイス・ハミルトンはランド・ノリスにも先行を許し5位で予選レースを終えた。

### スプリント予選レース結果
| 順位    | No. | ドライバー                   | コンストラクター              | 周回数 | タイム/リタイア原因    | Grid | Pts. | Final Grid |
| ------- | --- | ---------------------------- | ----------------------------- | ------ | ---------------------- | ---- | ---- | ---------- |
| 1       | 77  | バルテリ・ボッタス           | メルセデス                    | 18     | 27:54.078              | 1    | 3    | 191        |
| 2       | 33  | マックス・フェルスタッペン   | レッドブル-ホンダ             | 18     | +2.325                 | 3    | 2    | 1          |
| 3       | 3   | ダニエル・リカルド           | マクラーレン-メルセデス       | 18     | +14.534                | 5    | 1    | 2          |
| 4       | 4   | ランド・ノリス               | マクラーレン-メルセデス       | 18     | +18.835                | 4    |      | 3          |
| 5       | 44  | ルイス・ハミルトン           | メルセデス                    | 18     | +20.011                | 2    |      | 4          |
| 6       | 16  | シャルル・ルクレール         | フェラーリ                    | 18     | +23.442                | 8    |      | 5          |
| 7       | 55  | カルロス・サインツ           | フェラーリ                    | 18     | +27.952                | 7    |      | 6          |
| 8       | 99  | アントニオ・ジョヴィナッツィ | アルファロメオ-フェラーリ     | 18     | +31.089                | 10   |      | 7          |
| 9       | 11  | セルジオ・ペレス             | レッドブル-ホンダ             | 18     | +31.680                | 9    |      | 8          |
| 10      | 18  | ランス・ストロール           | アストンマーティン-メルセデス | 18     | +38.671                | 12   |      | 9          |
| 11      | 14  | フェルナンド・アロンソ       | アルピーヌ-ルノー             | 18     | +39.795                | 9    |      | 10         |
| 12      | 5   | セバスチャン・ベッテル       | アストンマーティン-メルセデス | 18     | +41.177                | 11   |      | 11         |
| 13      | 31  | エステバン・オコン           | アルピーヌ-ルノー             | 18     | +43.373                | 14   |      | 12         |
| 14      | 6   | ニコラス・ラティフィ         | ウィリアムズ-メルセデス       | 18     | +45.977                | 16   |      | 13         |
| 15      | 63  | ジョージ・ラッセル           | ウィリアムズ-メルセデス       | 18     | +46.821                | 15   |      | 14         |
| 16      | 22  | 角田裕毅                     | アルファタウリ-ホンダ         | 18     | +49.977                | 17   |      | 15         |
| 17      | 9   | ニキータ・マゼピン           | ハース-フェラーリ             | 18     | +62.599                | 20   |      | 16         |
| 18      | 88  | ロバート・クビサ             | アルファロメオ-フェラーリ     | 18     | +65.096                | 19   |      | 17         |
| 19      | 47  | ミック・シューマッハ         | ハース-フェラーリ             | 18     | +66.154                | 18   |      | 18         |
| Ret     | 10  | ピエール・ガスリー           | アルファタウリ-ホンダ         | 0      | アクシデント・ダメージ | 6    |      | PL2        |
| ソース: |     |                              |                               |        |                        |      |      |            |

追記
- ^1 – ボッタスは追加のパワーユニットを使用したことにより最後尾からのスタート[23]。
- ^2 – ガスリーは予定外のギアボックスの交換により5グリッド降格と追加のパワーユニットを使用したことにより最後尾グリッドに降格。パルクフェルメ下のマシンに変更を加えたためピットレーンからのスタート[24]。

## 決勝
9月12日 15:00 CEST(UTC+2)（文章の出典）
2番グリッドからスタートしたダニエル・リカルドが優勝、2位にランド・ノリスが続いた。マクラーレンの優勝は9年ぶりで1-2フィニッシュは11年ぶり。3位には最後尾スタートのバルテリ・ボッタスが入った。
チャンピオンシップを争うマックス・フェルスタッペンとルイス・ハミルトンは、26周目に両者が並んだままターン2へ進入、内側の縁石に乗り上げたフェルスタッペンがハミルトンの車両に覆いかぶさるようにクラッシュした。これにより両者はリタイア。この事故の主な過失はフェルスタッペンにあるとして、次戦ロシアGPで3グリッド降格とペナルティポイント2点（累積2点）が加算された。ハミルトンのリタイアは2018年オーストリアグランプリ以来、63戦ぶりだった。

### レース結果
| 順位    | No. | ドライバー                   | コンストラクター              | 周回数 | タイム/リタイア原因 | Grid | Pts. |
| ------- | --- | ---------------------------- | ----------------------------- | ------ | ------------------- | ---- | ---- |
| 1       | 3   | ダニエル・リカルド           | マクラーレン-メルセデス       | 53     | 1:21:54.365         | 2    | 26FL |
| 2       | 4   | ランド・ノリス               | マクラーレン-メルセデス       | 53     | +1.747              | 3    | 18   |
| 3       | 77  | バルテリ・ボッタス           | メルセデス                    | 53     | +4.921              | 19   | 15   |
| 4       | 16  | シャルル・ルクレール         | フェラーリ                    | 53     | +7.309              | 5    | 12   |
| 5       | 11  | セルジオ・ペレス             | レッドブル-ホンダ             | 53     | +8.7231             | 8    | 10   |
| 6       | 55  | カルロス・サインツ           | フェラーリ                    | 53     | +10.535             | 6    | 8    |
| 7       | 18  | ランス・ストロール           | アストンマーティン-メルセデス | 53     | +15.804             | 9    | 6    |
| 8       | 14  | フェルナンド・アロンソ       | アルピーヌ-ルノー             | 53     | +17.201             | 10   | 4    |
| 9       | 63  | ジョージ・ラッセル           | ウィリアムズ-メルセデス       | 53     | +19.742             | 14   | 2    |
| 10      | 31  | エステバン・オコン           | アルピーヌ-ルノー             | 53     | +20.868             | 12   | 1    |
| 11      | 6   | ニコラス・ラティフィ         | ウィリアムズ-メルセデス       | 53     | +23.743             | 13   |      |
| 12      | 5   | セバスチャン・ベッテル       | アストンマーティン-メルセデス | 53     | +24.621             | 11   |      |
| 13      | 99  | アントニオ・ジョヴィナッツィ | アルファロメオ-フェラーリ     | 53     | +27.216             | 7    |      |
| 14      | 88  | ロバート・クビサ             | アルファロメオ-フェラーリ     | 53     | +29.769             | 17   |      |
| 15      | 47  | ミック・シューマッハ         | ハース-フェラーリ             | 53     | +51.088             | 18   |      |
| Ret     | 9   | ニキータ・マゼピン           | ハース-フェラーリ             | 41     | パワーユニット      | 16   |      |
| Ret     | 44  | ルイス・ハミルトン           | メルセデス                    | 25     | アクシデント        | 4    |      |
| Ret     | 33  | マックス・フェルスタッペン   | レッドブル-ホンダ             | 25     | アクシデント        | 1    |      |
| Ret     | 10  | ピエール・ガスリー           | アルファタウリ-ホンダ         | 3      | メカニカル          | PL   |      |
| DNS     | 22  | 角田裕毅                     | アルファタウリ-ホンダ         | 0      | ブレーキ            | 15   |      |
| ソース: |     |                              |                               |        |                     |      |      |

#### 追記
- ^FL - ファステストラップの1点を含む
- ^1 - ペレスはコース外走行でアドバンテージを得たため5秒のタイムペナルティ[30]。

## 第14戦終了時点のランキング
|         | 順位 | ドライバー                 | ポイント |
| ------- | ---- | -------------------------- | -------- |
|         | 1    | マックス・フェルスタッペン | 226.5    |
|         | 2    | ルイス・ハミルトン         | 221.5    |
|         | 3    | バルテリ・ボッタス         | 141      |
|         | 4    | ランド・ノリス             | 132      |
|         | 5    | セルジオ・ペレス           | 118      |
| ソース: |      |                            |          |

|         | 順位 | コンストラクター        | ポイント |
| ------- | ---- | ----------------------- | -------- |
|         | 1    | メルセデス              | 362.5    |
|         | 2    | レッドブル-ホンダ       | 344.5    |
| 1       | 3    | マクラーレン-メルセデス | 215      |
| 1       | 4    | フェラーリ              | 201.5    |
|         | 5    | アルピーヌ              | 95       |
| ソース: |      |                         |          |

|         | 順位 | ドライバー                 | 獲得数 |
| ------- | ---- | -------------------------- | ------ |
|         | 1    | マックス・フェルスタッペン | 4      |
|         | 2    | ルイス・ハミルトン         | 4      |
|         | 3    | バルテリ・ボッタス         | 2      |
|         | 4    | セルジオ・ペレス           | 1      |
|         | 5    | ピエール・ガスリー         | 1      |
| ソース: |      |                            |        |

- 注：いずれもトップ5まで掲載。
- 注：ファストテストラップアワードは同数の場合、カウントバック方式がとられている。